# NCAA Division I Cross Country Championships 2019
Die NCAA Division I Cross Country Championships 2019 wurden am 23. November 2019 von der Indiana State University ausgetragen. Veranstaltungsort war der LaVern Gibson Championship Cross Country Course in Terre Haute. Es war die 81. Austragung der Meisterschaften bei den Männern und die 39. Austragung bei den Frauen. 
Die Streckenlängen betrugen ca. 6 km bei den Frauen und ca. 10 km bei den Männern. Bei den Frauen gewann Weini Kelati von der University of New Mexico, während die University of Arkansas in der Teamwertung vorne lag. Bei den Männern siegte der der Iowa State University angehörende Edwin Kurgat. Im Team unterbrach die Brigham Young University die zuvor drei Veranstaltungen lang andauernde Siegesserie der Northern Arizona University.

## Ergebnisse

### Männer

#### Einzel
| Platz | Athlet          | Universität   | Zeit (min) |
| ----- | --------------- | ------------- | ---------- |
| 1     | Edwin Kurgat    | Iowa State    | 30:32,7    |
| 2     | Joe Klecker     | Colorado      | 30:37,1    |
| 3     | Conner Mantz    | BYU           | 30:40,0    |
| 4     | Peter Seufer    | Virginia Tech | 30:40,1    |
| 5     | Vincent Kiprop  | Alabama       | 30:43,5    |
| 6     | Cooper Teare    | Oregon        | 30:49,2    |
| 7     | John Dressel    | Colorado      | 30:52,2    |
| 8     | Amon Kemboi     | Campbell      | 30:55.9    |
| 9     | Gilbert Kigen   | Alabama       | 30:57,2    |
| 10    | Jaret Carpenter | Purdue        | 30:58,7    |

#### Team
| Platz | Universität und Athleten                                                                                    | Gesamtpunktzahl und Einzelplatzierung |
| ----- | --- | ------------------------------------- |
| 1     | BYU Conner Mantz Daniel Carney Jacob Heslington Brandon Garnica Matt Owens Michael Ottesen Connor Weaver    | 109 03 014 017 036 039 073 126        |
| 2     | Northern Arizona Drew Bosley Abdihamid Nur George Beamish Brodey Hasty Luis Grijalva Blaise Ferro Theo Quax | 163 018 028 031 040 046 055 125       |
| 3     | Colorado Joe Klecker John Dressel Alec Hornecker Eduardo Herrera Kashon Harrison Gabe Fendel Austin Vancil  | 164 02 07 032 048 075 113 124         |
| 4     | Iowa State                                                                                                  | 211                                   |
| 5     | Tulsa | 243                                   |
| 6     | Stanford | 248                                   |
| 7     | Michigan | 250                                   |
| 8     | Notre Dame                                                                                                  | 269                                   |
| 9     | Oregon | 307                                   |
| 10    | Portland | 314                                   |

### Frauen

#### Einzel
| Platz | Athletin         | Universität | Zeit (min) |
| ----- | ---------------- | ----------- | ---------- |
| 1     | Weini Kelati     | New Mexico  | 19:47,5    |
| 2     | Alicia Monson    | Wisconsin   | 19:57,1    |
| 3     | Katie Izzo       | Arkansas    | 19:59,3    |
| 4     | Taylor Werner    | Arkansas    | 20:11,8    |
| 5     | Courtney Wayment | BYU         | 20:16,1    |
| 6     | Erica Birk       | BYU         | 20:16,1    |
| 7     | Whittni Orton    | BYU         | 20:17,0    |
| 8     | Ella Donaghu     | Stanford    | 20:17,9    |
| 9     | Ednah Kurgat     | New Mexico  | 20:18,4    |
| 10    | Elly Henes       | NC State    | 20:20,7    |

#### Team
| Platz | Universität und Athletinnen                                                                                | Gesamtpunktzahl und Einzelplatzierung |
| ----- | --- | ------------------------------------- |
| 1     | Arkansas Katie Izzo Taylor Werner Devin Clark Carina Viljoen Lauren Gregory Maddy Reed Abby Gray           | 096 03 04 016 021 052 057 142         |
| 2     | BYU Courtney Wayment Erica Birk Whittni Orton Olivia Hoj Anna Camp Anastaysia Davis Sara Musselman         | 102 05 06 07 041 043 080 125          |
| 3     | Stanford Ella Donaghu Jessica Lawson Fiona O’Keeffe Abi Archer Julia Heymach Jordan Oakes Christina Aragon | 123 08 011 020 038 046 069 158        |
| 4     | New Mexico                                                                                                 | 168                                   |
| 5     | NC State                                                                                                   | 190                                   |
| 6     | Michigan State                                                                                             | 209                                   |
| 7     | Wisconsin                                                                                                  | 235                                   |
| 8     | Air Force                                                                                                  | 259                                   |
| 9     | Furman | 290                                   |
| 10    | Colorado                                                                                                   | 294                                   |